# Крикуненко Веніамін Олександрович
Веніамін Олександрович Крикуненко (1925 - 29.09.1943) — учасник німецько-радянської війни, стрілець 6-ї стрілецької роти 2-го стрілецького батальйону 212-го гвардійського стрілецького полку 75-ї Бахмацької двічі Червонозоряної ордена Суворова гвардійської стрілецької дивізії 30-го стрілецького корпусу 60-ї Армії Центрального фронту, Герой Радянського Союзу (17.10.1943), гвардії червоноармієць.

## Біографія
Народився в 1925 році на станції Бачата Біловського району Кемеровської області. Дитинство та юність пройшли на станції Топки, де закінчив 8 класів і працював у слюсарні залізничної майстерні.
В армію був призваний Топкінським райвійськкоматом і направлений в Кемеровське піхотне училище. У серпні 1943 року курсантів без присвоєння офіцерських звань передали до Діючої армії. З 4 вересня 1943 року стрілець 6-ї стрілецької роти 2-го стрілецького батальйону 212-го гвардійського стрілецького полку 75-ї Бахмацької двічі Червонозоряної ордена Суворова гвардійської стрілецької дивізії.
Особливо відзначився при форсуванні ріки Дніпро та утриманні плацдарму на північ від Києва у вересні 1943 року. 23 вересня 1943 року у складі взводу молодшого лейтенанта Г. Г. Яржина форсував Дніпро в районі села Ясногородка Вишгородського району Київської області. Брав участь у захопленні пароплава «Миколаїв» і баржі з військово-інженерним вантажем. У бою за село Ясногородка знищив 18 фашистів. Загинув у бою 29 вересня 1943.

Табличка на могилі

Указом Президії Верховної Ради СРСР від 17 жовтня 1943 року за зразкове виконання бойових завдань командування на фронті боротьби з німецько-фашистськими загарбниками і проявлені при цьому мужність і героїзм червоноармійцю Крикуненку Веніаміну Олександровичу присвоєно звання Героя Радянського Союзу (посмертно).
Похований в братській могилі у селі Ясногородка Вишгородського району Київської області.

## Нагороди
- медаль «Золота Зірка» (17 жовтня 1943)
- Орден Леніна

## Пам'ять
- В селі Ясногородка на братській могилі, де похований Герой, встановлено пам'ятник та меморіальна дошка.